# Collegio Castiglioni-Brugnatelli

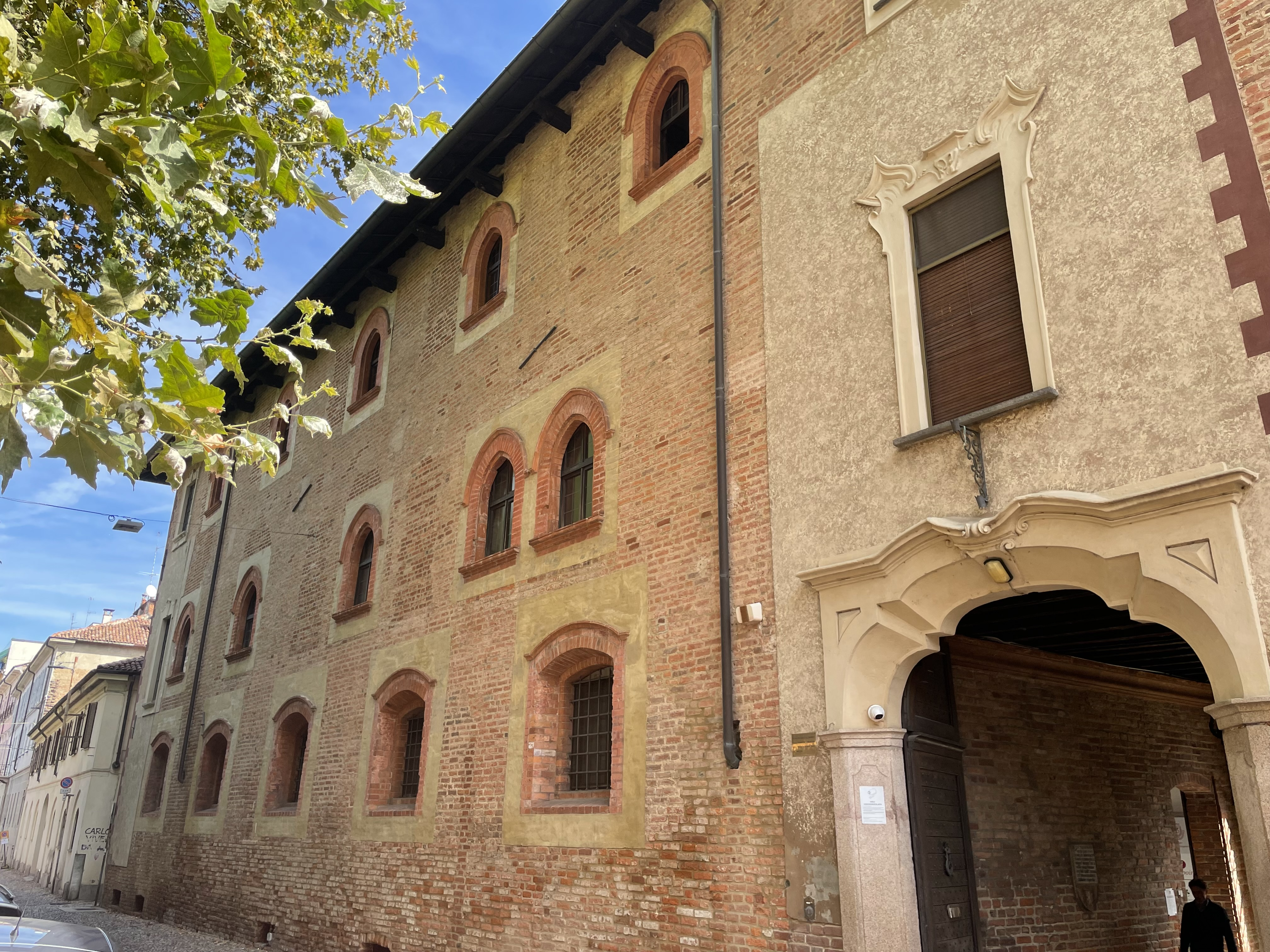
Die Fassade

Das Collegio Castiglioni-Brugnatelli kann als das älteste Universitätskolleg in Pavia angesehen werden. Es wurde 1429 von Kardinal Branda Castiglioni gegründet. Das College ist öffentlich und gehört zum EDISU (Einrichtung für das Recht auf Studium der Universität Pavia), behält jedoch als Symbol das Wappen der Familie des Gründers, der Castiglioni, bei: ein aufrechter Löwe, der mit der rechten Pranke eine Burg hält.

## Geschichte
Im Jahr 1429 beschloss Kardinal Branda Castiglioni, der an der Universität Pavia studiert hatte, ein Kolleg in der Stadt zu gründen, das zunächst 24 arme, aber verdiente Studenten aufnehmen sollte: 18 Italiener und sechs Ausländer. Derselbe Kardinal verfasste auch die ersten Statuten des Kollegs, die von Papst Martin V. genehmigt wurden. Darüber hinaus gelang es Branda Castiglioni, sowohl vom Papst als auch vom Kaiser Sigismund Privilegien zu erlangen, darunter eine Steuerbefreiung für das Kolleg und seine Studenten. Neben den für sein Bestehen notwendigen Gütern stattete Kardinal Castiglioni seine Stiftung mit einem Refektorium, einem Garten, einer reichen Bibliothek und einer Kapelle aus und schenkte dem Kolleg zudem umfangreiche landwirtschaftliche Besitzungen in der Paveser Landschaft.
Im Laufe der Jahrhunderte durchlief das Kolleg mehrere schwierige Phasen. So musste es beispielsweise während der ersten Phase des Krieges im 16. Jahrhundert zwischen Karl V. und Franz I., der Pavia stark in Mitleidenschaft zog und in dem auch die berühmte Schlacht bei Pavia stattfand, spanische und deutsche Studenten aufnehmen und wurde sogar zeitweise geschlossen. Im Jahr 1533 war das Kolleg jedoch wieder geöffnet, und 1535 beherbergte es sechzehn Studenten.
In der zweiten Hälfte des 16. Jahrhunderts kümmerte sich Kardinal Francesco Abbondio Castiglioni um das Kolleg, ordnete dessen Finanzen und brachte die Zahl der Studenten im Jahr 1570 auf über zwanzig. Im Jahr 1640 wurden die Statuten des Kollegs geändert, doch begann die Institution eine Phase des Niedergangs zu durchlaufen, sodass 1770 der bevollmächtigte Minister der österreichischen Lombardei, Karl Joseph von Firmian, beschloss, es mit anderen Kollegien in Pavia zu vereinen und zu reformieren. Im Jahr 1804 wurde das Kolleg mit dem nahegelegenen Collegio Ghislieri zusammengelegt.
Im Jahr 1805 wurde das Kolleg dann an den Chemiker Luigi Valentino Brugnatelli verkauft, der es in den Wohnsitz der Familie Brugnatelli verwandelte. Im Jahr 1928 schenkte Luigi Brugnatelli, Professor für Mineralogie an der Universität Pavia und Enkel von Luigi Valentino Brugnatelli, das Gebäude der Universität Pavia. Nach einer sorgfältigen Restaurierung wurde es 1948 wiedereröffnet und in das Collegio Castiglioni Brugnatelli umgewandelt.
Auf Wunsch des Rektors Plinio Fraccaro sollte das neue Kolleg ein Frauenkolleg sein, und im Garten des alten Kollegs wurde ein neues Gebäude errichtet, das die Mensa, die Küchen und einen großen Saal beherbergen sollte. Die erste Rektorin war Enrica Malcovati, und heute beherbergt das Kolleg etwa 160 Studentinnen und 8 Forscherinnen. Das Kolleg war somit das erste weltliche und weibliche Universitätskolleg Italiens.

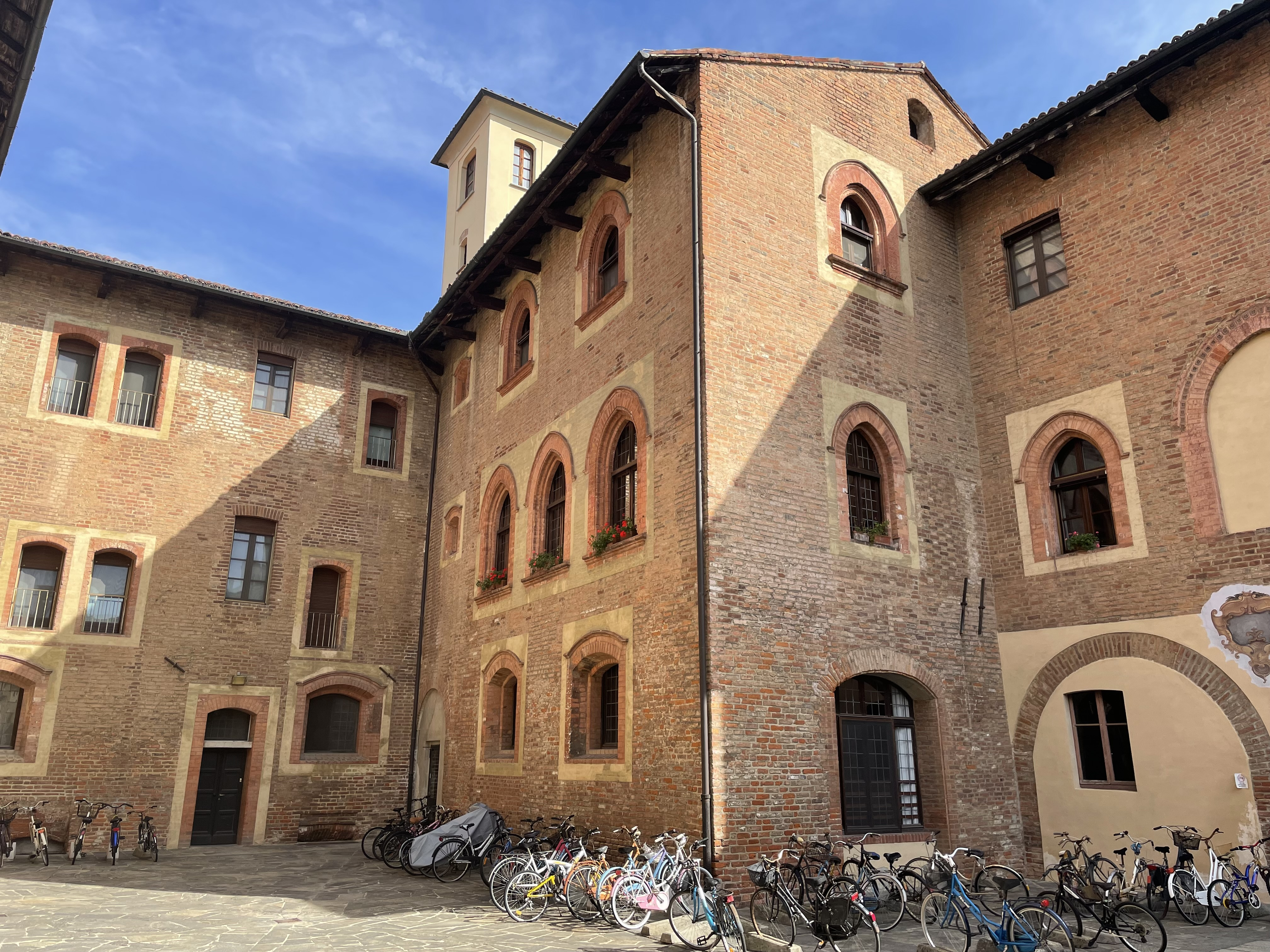
Der Innenhof.
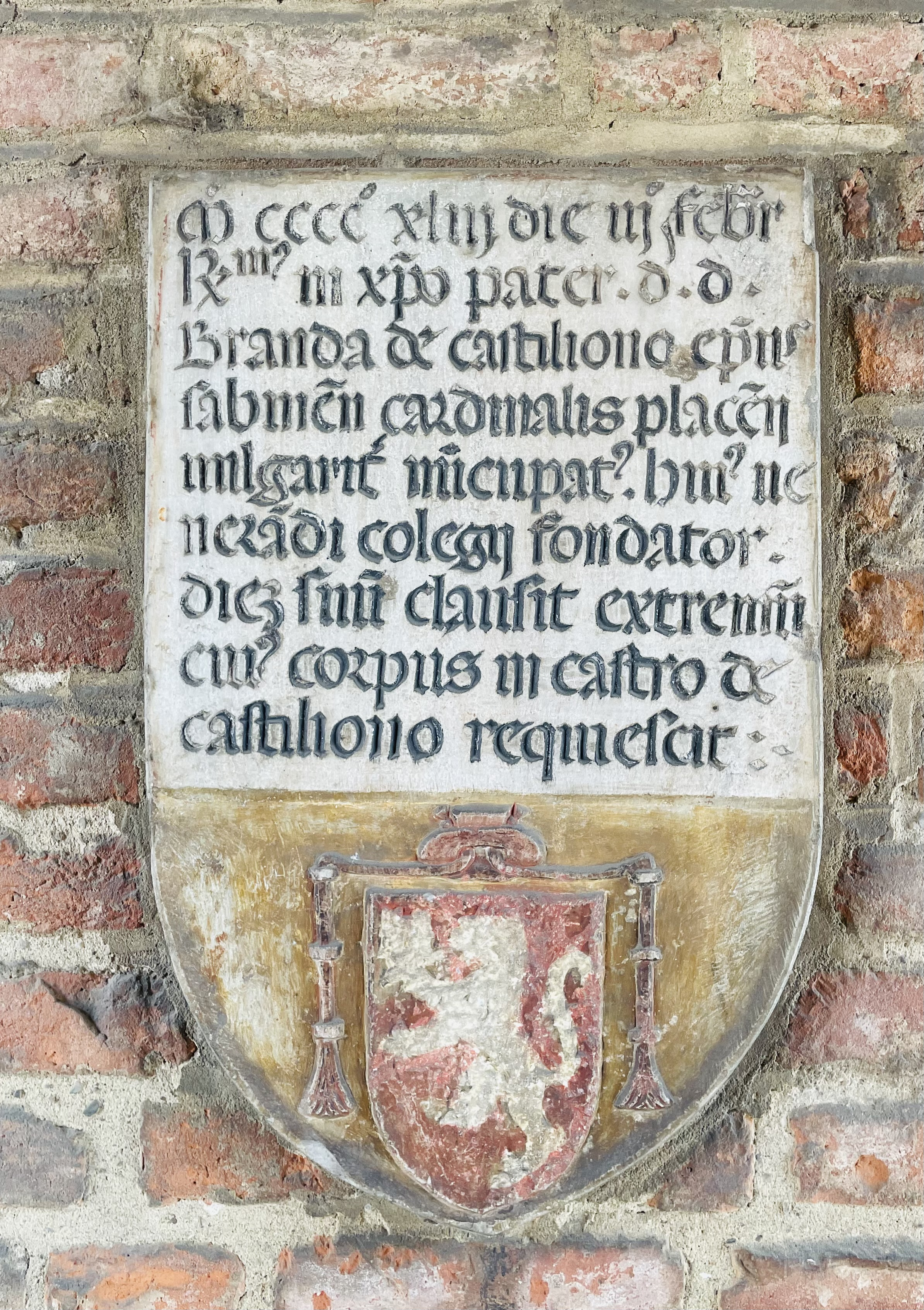
Gedenktafel zum Gedenken an den Gründer, Branda Castiglioni (15. Jahrhundert).
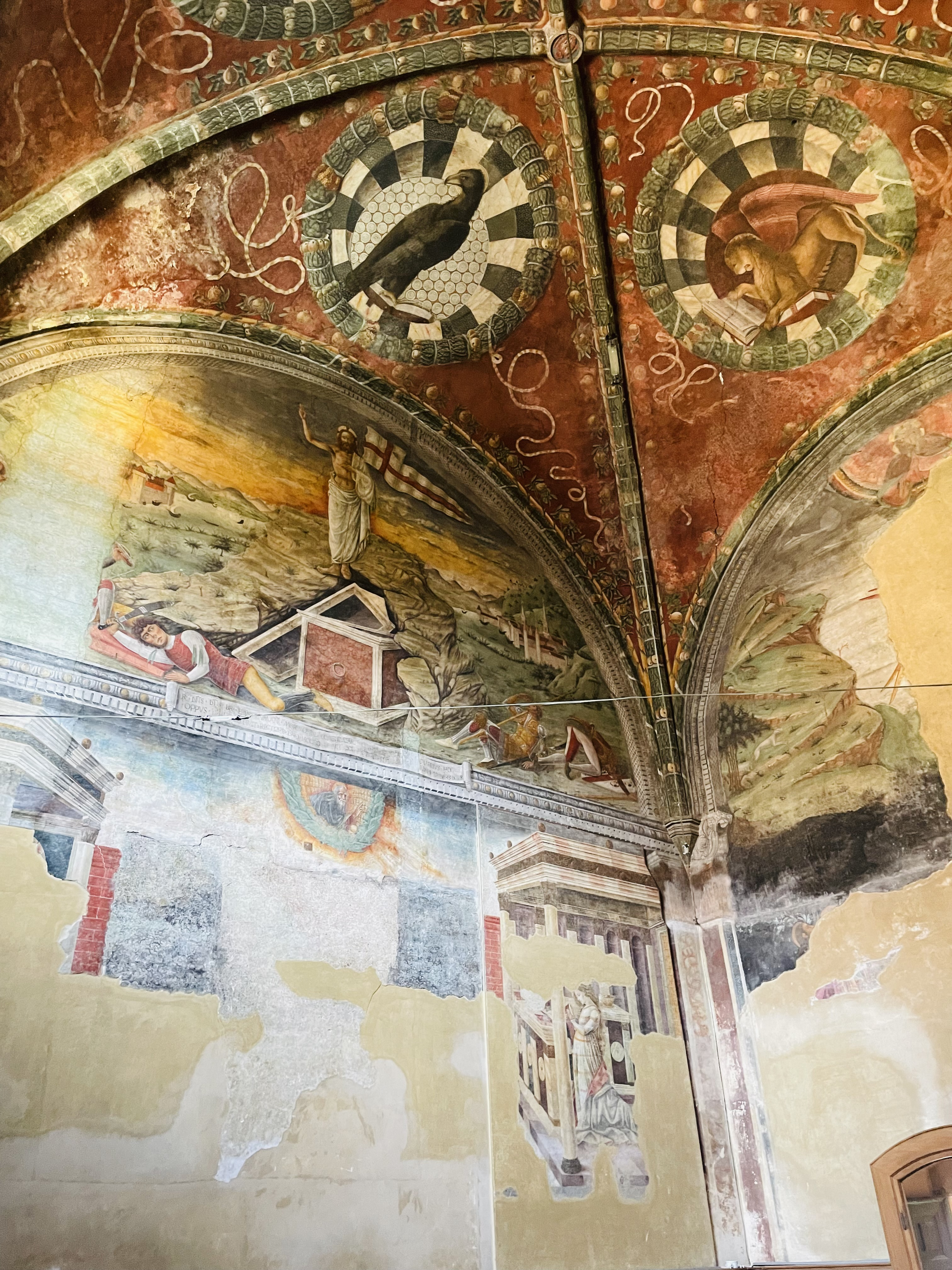
Bonifacio Bembo, Fresken der Kapelle, 1475.
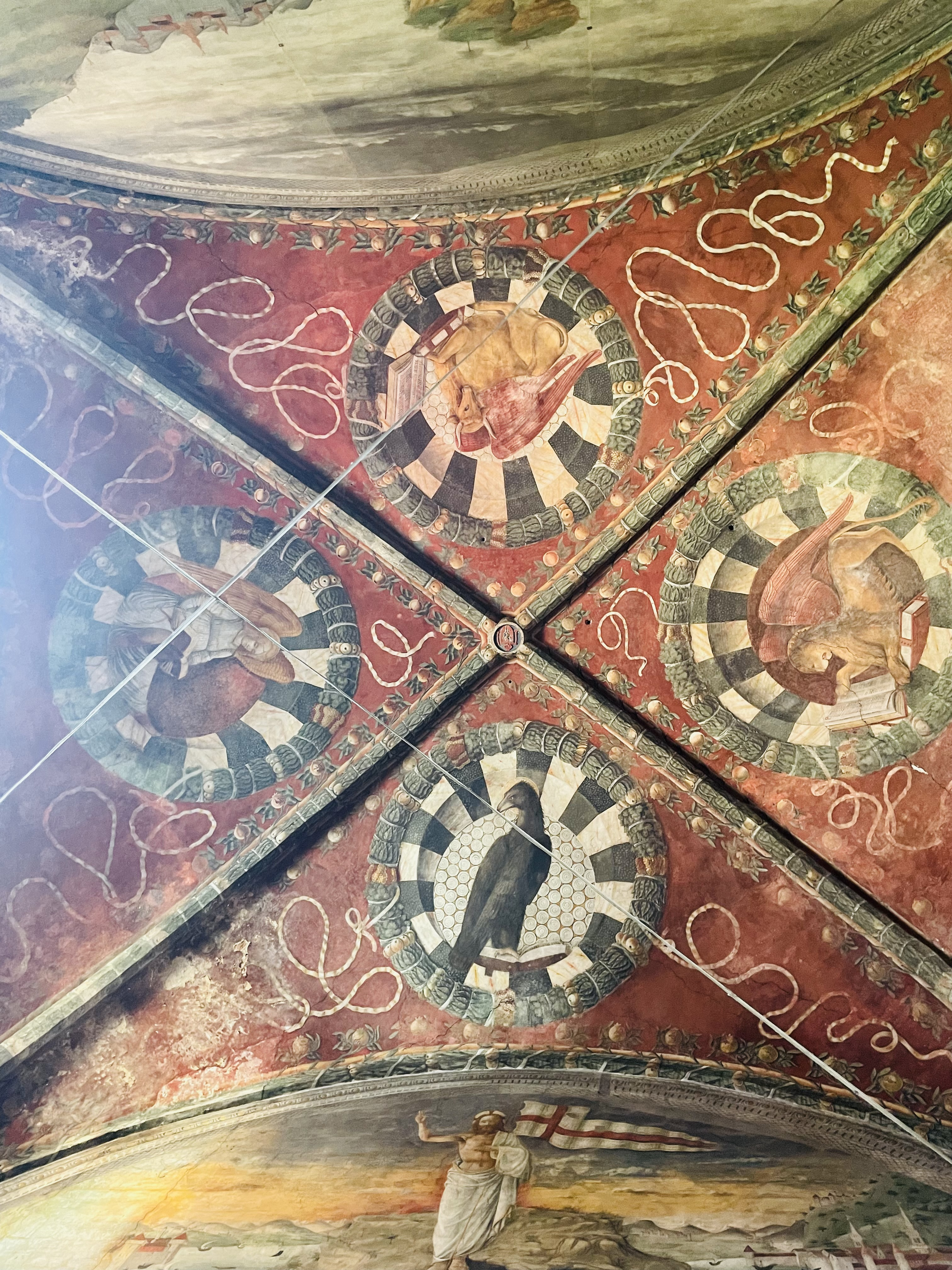
Bonifacio Bembo, Fresken des Gewölbes der Kapelle, 1475.

## Bauwerk
Das heutige Gebäude ist das Ergebnis mehrerer aufeinanderfolgender Eingriffe, die die ursprüngliche Bausubstanz teilweise veränderten und somit die lange Geschichte des Gebäudes, seine Besitzerwechsel und seine unterschiedlichen Nutzungen dokumentieren. Die antike und monumentale Struktur erstreckt sich über drei oberirdische Stockwerke mit versetzten Ebenen und verfügt über sichtbares Ziegelmauerwerk. Der Bau hat einen U-förmigen Grundriss, der einen großen rechteckigen Innenhof umschließt.
Bemerkenswerterweise bewahrt das Gebäude noch heute das Oratorium, das Gemälde von großem kunsthistorischem Interesse enthält und bis ins Jahr 1475 zurückreicht. Die Werke stammen von Bonifacio Bembo, der in jenem Jahr im Kolleg untergebracht war und auch am Castello Visconteo in Pavia arbeitete.
Das Oratorium besteht aus einem quadratischen Raum, der von Kreuzrippengewölben überdeckt ist. Im Inneren befinden sich, eingerahmt von Blumen- und Fruchtgirlanden, vier Medaillons mit den Symbolen der Evangelisten. Die Gewölberippen sind von Festons gesäumt, die sich deutlich vom dunkelroten Hintergrund abheben.
An den Wänden befinden sich Darstellungen der Auferstehung (Nordwand), der Geburt Christi und der Anbetung der Heiligen Drei Könige.